# Dušan Jelinčič
Dušan Jelinčič, slovensko-italijanski pisatelj, novinar in alpinist, * 25. oktober 1953, Trst, Italija.

## Življenje
Diplomiral je na filozofski fakulteti tržaške univerze iz sodobne književnosti in modernih jezikov z diplomsko nalogo o slovenskem planinskem društvu iz Trsta.
Na Primorskem dnevniku je bil več let zaposlen v športnem uredništvu, sedaj pa je časnikar pri slovenskih radijskih in televizijskih informativnih oddajah Radia Trst A.
Leta 1986 se je kot prvi alpinist iz Furlanije - Julijske krajine povzpel na vrh himalajskega osemtisočaka Broad Peaka (8047 m). Leta 1990 se je z mednarodno odpravo Alpe-Jadran podal na Mount Everest (8848 m), leta 2003 pa je preplezal himalajski osemtisočak Gašerbrum II (8035 m), kamor je ponesel mavrično zastavo miru.
Je tudi priznan šahist, ukvarjal pa se je še s košarko, odbojko in atletiko.
Prejel je nagrado Prešernovega sklada (2023).

## Delo
Piše prozo, esejistiko, dramatiko, razprave, literarne in gledališke kritike za slovenski ter italijanski tisk, radio in televizijo.
S svojimi osmimi romani in vrsto zgodb, črtic, novel, pripovedi in esejev je ustvaril zajeten in motivno zelo raznolik opus. Njegova dela obravnavajo raznotero tematiko: alpinistično , fantastično-mistično, kriminalno-psihološko, popotniško, ljubezensko, eksistencialno, spominsko, zgodovinsko ter pravljično.
Jelinčič je vključen v italijansko antologijo sodobnih tržaških pisateljev (Trieste - paesaggi della nuova narrativa, 1997) in italijansko antologijo sodobnih pisateljev dežele Furlanije-Julijske krajine Provincia pagana - Poganska pokrajina (1999).

### Romani
- Zvezdnate noči, 1990, alpinistični
- Biseri pod snegom, 1992, alpinistični
- Tema na pomolu, 1995
- Budovo oko, 1998
- Martin Čemur, 1999, bralni roman po Radiu Trst A
- Ljubezen v času samote, 1999, roman, feljton v ljubljanskem Dnevniku
- Umor pod K2, 2001
- Kam gre veter, ko ne piha, 2007
- Bela dama Devinska, 2010
- Nocoj bom ubil Chomskega, 2012
- Šepet nevidnega morja: dvanajst tablet svinca, 2020

### Monografije
- Zgodovina Slovenskega planinskega društva Trst, 1984

### Novele
- Prazne sobe, 1995, zbirka
- Tržaške prikazni, 2019, novele in kratke zgodbe

### Drame
- Oseka na robu gozdov, 2005
- Upor obsojenih, 2006

### Druga dela
- Srečanje nikjer, 1985, potopisna pripoved
- Naša alpinistična misel, 1988, zbornik (soavtor)
- Pod svinčenim nebom, 1994, spomini Zorka Jelinčiča (skupaj s sestro Rado)
- Božo Filipovič, 1996, šahovska monografija (soavtor)
- Tisti vonj po Krasu, 1998, spominska povest
- Klement Jug, 1999, zbornik ob 100-letnici rojstva (soavtor)
- Legenda o človeku, ki je govoril z vetrom, 2004
- Eseji z zahodnega roba, 2005, eseji
- Aleksander od kresnic (Alessandro delle lucciole), 2006, dvojezični dramski monolog

## Nagrade
- Vstajenje, za Zvezdnate noči, 1990,
- ITAS v Trentu (Cardo d’argento – srebrni osat), za Le notti stellate, italijanski prevod Zvezdnatih noči, 1994,
- Bancarella Sport, za Le notti stellate, 1994,
- častno literarno priznanje Italijanskega olimpijskega odbora CONI, za Le notti stellate, 1994,
- mednarodna nagrada Giuseppe Acerbi v Castel Goffredu (drugo mesto), za Le notti stellate, 1994,
- mednarodna nagrada Scritture di frontiera (drugo mesto za Predragom Matvejevićem), za Scacco al buio (italijanski prevod Teme na pomolu), 2003,
- Premska nagrada, za Aleksander od kresnic – Alessandro delle lucciole, 2005.
- nagrada Prešernovega sklada, 2023